# Месечева ратница
Месечева ратница, на енглеском Sailor Moon (у преводу, Морнар Месец), позната и као Bishōjo Senshi Sailor Moon у јапанској верзији (у преводу Лепа ратница морнар Месец) је манга из 1991. године коју је написала Наоко Такеучи. Манга је адаптирана у аниме серију 1992. године. Приказивана је на ТВ Асахију у Јапану од 7. марта 1992. до 8. фебруара 1997. године. 
Трајање анимеа је требало да буде само 6 месеци, али је продужен зајваљујући својој популарности, тако да је на крају трајао 5 година те је распоређен на 5 сезона. У Јапану емитован је сваке суботе у 19 сати и имао је телевизијски рејтинг од око 11-12% готово током свих сезона. Сејлор Мун је један од најуспешнији и најпопуларнији цртаних филмова на подручју Јапана.
Прва међународна синхронизација серије догодила се у Француској у емисији Клуб Дороте већ 1993. године, а потом и у Јужној Кореји, Италији, Шпанији, Немачкој и у Хонг Конгу.
Неки критичари су замерили серији превелику мелодраматичност, формулаичну причу, „чудовишта дана” и трансформацијске секвенце које се стално понављају. Неки су приметили како Сејлор Мун има две врсте зликоваца: „чудовишта дана” и „људе који размишљају и осећају,” а то је нешто што је до тада било невиђено на Западу.
Иако је легално продавана широм света, манга је у неким државама изазвала праве скандале: група „Католички родитељи“ званично је тражила да се манга склони са тржишта у Мексику.
У 2005. години ТВ Асахи је објавио две листе 100 најбољих анимираних серија и Месечева ратница се нашла и на једној и на другој: на листи која је састављена према анкети проведеној широм јапанске државе нашла се на 18. месту, а на листи састављеној према онлајн анкети Јапанаца завршила је на 30. месту.

## Увод
је назив популарне манге према којој је снимљен истоимени аниме серијал и више мјузикала, као и играна (токусацу) серија, која је емитована 2003. године.
Ауторка манге је Наоко Такеучи, а Месечева ратница ју је учинила познатом у свету. Сама манга је подељена на 18 томова. На врхунцу франшизе, Такеучи је месечно радила серијал од 40-50 страница, књиге са меким корицама од 135 страница и „посебан додатак” од 64 странице и нацрте за аниме епизоде. Након неког времена, тај темпо ју је толико исцрпео да је претила уреднику да ће престати да црта. Он јој је понудио више одмора и успео да је убеди да настави рад напоменом да ће њени обожаваоци бити разочарани ако прича не буде завршена.
Прича се смештена у четврти Мината, у Азабу-Јубан (стварна четврт Токија), јер је и сама Такеучи тамо живела. Мината је једна од 23 четврти Токија. Током радних дана има 850 000 становника, али већина људи само ради на тој локацији, а не живи тамо. Број „стварних” становника је 160 000, што донекле објашњава што у причи има тако мало људи на улицама у току ноћи.

## Прича
„Љубав је основа сваке манге коју пишем. Иако сам убацила много борбе у причу, ништа се није променило од мојих претходних радова. Део мене је у свакој од десет морнарки-ратница. У зависности од околности, свака ратница говори мојим гласом.”  - ауторка Наоко Такеучи о ликовима у причи. 

### Прва сезона: Месечева ратница
Протагониста Месечеве ратнице, Усаги (или Серена) Цукино, обична средњошколка упознаје Луну, мачку која говори и она открива Усагин идентитет као Месечеве ратнице, посебне ратнице која има судбину да спаси Земљу, а касније и целу галаксију. Главни непријатељ јој је краљица Берил чији је план да људима извуче животну енергију како би уништила свет.
Касније се Усаги придружују остали морнари: Ејми Андерсон (Меркурова ратница), Реј Хино (Марсова ратница), Макото Кино (Јупитерова ратница) и Минако Аино (Венерина ратница).
Усаги и њене другарице крећу у авантуру како би пронашле принцезу Месеца, при чему наилазе на потешкоће које им узрокују њихови непријатељи, те тајанствени Таксидо Маск. Заједничким снагама успевају савладати исте те потешкоће. Откривају да је принцеза Месеца у ствари Усаги, а да је Таксидо Маск (у стварном животу Даријен Шелдин) њена љубав из прошлог живота, када су били познати као принцеза Серенити и принц Ендимион. Заједно су победили Берил, али су и сами умрли. Неким чудом, вратили су се у прошлост без сећања на своје пустоловине.

### Друга сезона: Месечева ратница Р
Луна и Артемис враћају осталима сећање на прошлост и на то да су ратници, да би могле да се боре против нових непријатеља, злих ванземаљаца, Ејл и Ен, који скривени у људском облику похађају њихову школу. Њихов план је да уз помоћ својих демона људима одузму енергију да би нахранили дрво смрти и тако преживели. Ејл се потајно заљуби у Серену, а Ен у Даријена, чиме њихов однос постаје јако тежак, пошто би требало да су пар. Серена успева да их убеди да је љубав важнија и они мирно напуштају Земљу.
У другом делу сезоне Клан црног Месеца (међу којима су и четири сестре зла) ког предводи тајанствени мудрац покушава да уништи свет. Серену посећује Рини, њена ћерка из будућности. Мудрац успева преварити клан да за њега непотребно умру, али Месечеви морнари успевају спасти свет. 

### Трећа сезона: Месечева ратница С
Морнарима се придружују Амара Тено (Уранова ратница), Мишел Кајо (Нептунова ратница), Триста Mejo (Плутонова ратница), Хотару Томое (Сатурнова ратница) и Рини (мала месечева ратница). Заједно се боре против доктора Томоа кога контролише тајанствено биће Фараон 90. Томо из своје лабораторије ствара демоне који нападају људе како би нашли чиста срца која ће створити Свети грал. Његова ћерка Хотару испоставља се као Морнар Сатурн, али и као „Месија тишине” који ће донети крај света. Срећом, Месечеви ратници успевају спасти Хотару, Томоа и свет.

### Четврта сезона: Месечева ратница Супер С
Рини посећује Пегаз, тајанствени коњ који говори и који је побегао из земље снова. Нови непријатељи су Мртви Мунерси који краду људима снове како би нашли Пегаза. Прво та недела предводи Амазонски трио, а после Амазонски квартет. Морнари се опет боре да спасу свет. После откривају да је главна негативка Нилинија.

### Пета сезона: Месечева ратница Звезде
У последњој сезони појављује се мега популарна група Три Светла (Сеја, Таики и Јатен) која се придружује Морнарима у борби против зла, чак су се и преместили и њихову школу на одушевљење Мине, Ејми и Лите. Даријен одлази у САД да студира, међутим, не стиже тамо. Напада га Галаксија и узима му Звездани кристал. Сеја и Серена се полако заљубљују, али она жели остати верна Даријену. На крају Серена трансформише Галаксију у добро биће и уводи мир. Три Светла су нашли своју принцезу и вратили је на своју планету. Даријен се враћа Серени која сада има 16 година.

## Ликови
Серена Цукино/Усаги Цукино (Месечева ратница)
 „Успела сам да се поистоветим са њом, јер је увек била уз своје пријатеље. Не расплачем се тако лако када се посвађам са неким, али када се она борила, потпуно сам је разумела и плакала заједно са њом” - Котоно Мицуиши о Серени.
Главни лик серије. Серена је безбрижна млада девојка са великом љубављу, осећањем и разумевањем. Претвара се у хероину по имену Морнар Месец, ратника љубави и правде. На почетку серије има четрнаест година и представљена као незрела плачљивица која не жели да се бори против зла и не жели ништа више него да буде нормална девојка. Међутим, како напредује, она прихвата шансу да користи своје моћи да заштити оне који су јој драги. Морнар Месец има све моћи Сребрног Кристала - породично наслеђе од Месечевог Краљевства. Повезивањем своје животне снаге може да га максимизира до његовог пуног потенцијала, али то ретко користи на овај начин јер би крајњи резултат могао бити њена сопствена смрт.
Ејми Андерсон/Ами Мицуно (Меркурова ратница)
Тиха четрнаестогодишњакиња, књишки мољац у Серенином разреду. Веома је интелигентна са IQ 300. Може да се трансформише у Морнара Меркура, ратника воде и мудрости. Нада се да ће постати лекар као њена мајка, и тежи да буде практична у групи. Тајно, она је љубитељ поп културе и љубавних романа, и постаје јој непријатно кад год би то истакла. Ејми је сматрана „девојком технологије” групе користећи свој мини рачунар који је способан за скенирање и откривање било чега што јој затреба.
Реј Хино (Марсова ратница)
Елегантни, четрнаестогодишњи мико (девојачко свештенство). Због њеног рада као шинто свештенице, она може поништити зло коришћењем посебних шинто свитака, чак и у свом цивилном облику. Она се претвара у Морнара Марса, ратника ватре и страсти. Веома је озбиљна и концентрисана. Нервира је то што није вођа, а плачљива Серена је. Приказана је као луда за дечацима у раном анимеу, али незаинтересована за романтику. Она иде у приватну, католичку школу, одвојена од осталих морнара.
Лита Кино/Макото Кино (Јупитерова ратница)
Четрнаестогодишња мушкарача која иде у Серенин разред. Веома је висока и снажна за јапанску ученицу. Претвара се у Морнара Јупитера, ратника снаге и муња. Оба Литина родитеља погинула су у авионској несрећи пре неколико година, тако да она живи сама и брине се о себи. Негује своју физичку снагу, а посебно је интересују домаћинство, кување и баштованство. Жели да се уда млада и отвори цвећару и посластичарницу.
Мина Аино/Минако Аино (Венерина ратница)
Четрнаестогодишњи весео сањар који је био Морнар В неко време. Звана својим надимком Мина у енглеској верзији, она има мачка сапутника по имену Артемис који ради заједно са Луном у вођењу Морнара Сеншија. Мина се претвара у Морнара Венеру, ратника љубави и лепоте и води четири унутрашња чувара Морнара Месеца. Сања да постане позната певачица и идол. Иде на аудиције кад год може. Има лоше здравствено стање. Изабрала је да се држи одвојено од осталих морнара.
Рини/Чибијуса (Мала месечева ратница)
Будућа ћерка Серене и Даријена. Има око 1000 година, али изгледа као дете од 6 до 9 година. Рини долази из тридесетог века да тражи помоћ да спаси родитеље, а касније тренира са Морнаром Месецом да постане ратник. Научила је да се трансформише у мини Морнара Месеца. На почетку имала је супарнички однос са мајком у 20. веку, сматрајући себе зрелијом од Серене, али како серија напредује њих две развијају дубоку везу. Рини жели да одрасте да постане дама као њена мајка.
Даријен Шелдин/Мамору Чиба (Таксидо Маск)
Студент нешто старији од Серене. Као мало дете доживео је страшну аутомобилску несрећу која га је раздвојила од родитеља и његовог познавања сопственог идентитета. У току серије открио је да има посебан психички однос са Сереном и да може да осети када је она у опасности, што га инспирише да постане Таксидо Маск и бори се уз Морнаре Сеншије када је то потребно. После конфронтирајуће везе он и Серена памте своје прошле животе и заљубљују се поново.
Триста Мејо/Сецуна Мејо (Плутонова ратница)
Мистериозна жена која се прво појављује као Морнар Плутон, ратник времена и простора. Тек касније она се појављује на Земљи и живи као студент. Има веома „удаљену” личност и веома је озбиљна, али такође може бити веома друштвена и помаже млађим Сеншијима кад год може. Зато што је толико дуго била у Капији Времена, веома је усамљена, иако је близак пријатељ са Рини. Њено оружје је гранатни штап који има моћ да замрзне време и нападе.
Мишел Кајо/Мичиру Кајо (Нептунова ратница)
Елегантни и талентовани виолиниста и сликар који поседује породични новац. Годину дана је старија од већине осталих Морнара Сеншија. Може се претворити у Морнара Нептуна, ратника океана и интуиције. Радила је сама неко време, пре него што је упознала свог партнера, Морнара Урана, у кога се заљубила. Одустала је од својих снова за живот Сеншија. Потпуно је посвећена овој дужности и спремна је на било коју жртву за то. Њено оружје је Аква Дубоко Огледало које јој помаже да открије зло.
Амара Тено/Харука Тено (Уранова ратница)
Доброћудна девојка. Амара се трансформише у Морнара Урана, ратника небо и беса. Пре него што је постала Морнар Сенши, сањала је да постане тркачица, и одлично вози. Често се облачи, а у анимеу, и да говори као мушкарац. Када је реч о борби против непријатеља, она верује у помоћ „Спољашњих Месечевих Морнара” (Мичел, Триста, Хотару и она) и воли да сарађује само са Мишел, а касније и са Тристом и Хотару. Њено оружје је Мач Простора које јој помаже у борбама и нападима.
Хотару Томое (Сатурнова ратница)
Слатка, усамљена млада девојка чије се име не мења у енглеској верзији, али изговара се мало другачије. Ћерка је лудог научника, страшна лабораторијска несрећа у њеној младости знатно јој је ослабила здравље у анимеу, а у манги уништила велики део њеног тела (који је касније обновљен електронским компонентама њеног оца). Након превазилажења таме која је окружила њену породицу, Хотару је у стању да постане ратник смрти и поновног рођења, Морнар Сатурн. Често је замишљена и у људском облику има необјашљиву моћ да лечи друге. Она је једини главни јунак чије име остаје непромењено и у јапанској, и у енглеској верзији. Њено оружје је Мач Тишине, што јој помаже да својом моћи ствара препреке и даје јој моћ да уништи планету.

## Критике
Рин Линебергер је записао: „Овај цртани је изузетно репетитиван, као и Скуби Ду. Но за разлику од Скубија Дуа, епизоде Месечеве ратнице обично садрже подструјни или софистицирани социо-политички коментар. Ако читате између редова, добити ћете свакакве врсте увида у јапанску филозофију. На пример, многи извори зла су блиставе нове комерцијалне зграде: драгуљарнице, дућани, казино за предвиђање судбине итд. Ова суптилна пристрасност против новог и блиставог у корист старог и традиционалног, говори о јапанским вредностима. Таква одрасла опаска цементира Месечеву ратницу међу озбиљним анимеима (додуше, са чврстим усмерењем према 12-годишњој публици). Једном када сам га испробао, овај аниме је постао стварно забаван.”
Рецензија прве сезоне објављене на ДВД -у на сајту Needcofee је такође била похвална: „Једна од заиста занимљивих ствари о овој серији је што је Серена, иако иритантна на тренутке, тако несавршена. Јер како је досадно када су јунаци увек савршени? ... Боје су богате и снажне, а комплетан дизајн је савршен за оно што треба да представља, укључујући славне полу-голе сцене трансформације Месечевих морнара, које треба да представљају њен улаз у чисто стање и спремност да прихвати моћи своје судбине.”
Кристина Рос на сајту Theanime.org је серији дала 5 од 5 звезда те закључила: „Оно што издваја ову серију је да се изворно више бавила самим ликовима него обавезним чудовиштима недеље. Посебно главном јунакињом Сереном. Серена није била ваша стандардна чаробна девојка. У већини претходних анимеа жанра Magical girl, јунакиња је добила чаробне моћи, али првенствено да се са њима забавља и чини што жели, па би се трансформисала у модела или идола-певача. Но за Серену, то је био одгођен сан. У модерном јапанском друштву, младим људима говоре да ћуте, уче, раде своје тестове и пронађу добар посао. Можеш се бринути за свој сан тек када постигнеш успешну каријеру и постанеш богат. Серена не жели ништа више него дружити се са пријатељима и момцима, као и свака млада девојка. Али бива присиљена да одрасте у тренутку када треба да ужива у свом детињству. Које се јапанско дете, или било који тинејџер, не би поистоветили са тим?”
Критичари Каин и Мадока на Animeacademy.com су пак лошије коментарисали серију: Каин је дао оцену од само 56%: „Када бисте ме питали да издвојим један аниме жанра чаробна девојчица, одмах бих помислио на Месечеву ратницу. То је далеко најпопуларнији изданак жанра који има огроман број обожавалаца. Ја немам појма зашто. Гледати Месечеву ратницу је исто као гледати Моћне ренџере јер се свака епизода заснива на истом концепту чудовишта која желе освојити свет... Иста тема у овом жанру је пуно боље обрађена у анимеима Card Captor Sakura и Cutie Honey. Мој савет је да купите саундтрек, а избегнете овај аниме.”
Мадока је дао оцену 60% и записао: „Чак ни хемија глаосбне поставе, укључујући невероватну Котоно Мицуиши, не могу спасити једну серију променљивог квалитета анимације која се састоји од 70% натегнутости и 30% приче (у најбољем случају)... Ако би се баш морала препоручити једна сезона, онда би то била она последња (Звезде).”

## Редитељи и гласовне улоге

### Редитељи
- Џуничи Сато
- Такуја Игараши
- Кунихико Икухара
- Коносуке Уда
- Јуџи Ендо
- Хироки Шибата
- Харуме Косака
- Норијо Сасаки

### Гласови
- Котоно Мицуиши као Серена Цукино
- Аја Хисакава као Ејми Мизуно
- Мичи Томизава као Реј Хино
- Еми Шинохара као Лита Кино
- Рика Фуками као Мина Аино
- Тору Фуруја као Даријен Шелдин
- Мегуми Огата као Амара Тено
- Масако Кацуки као Мишел Кајо
- Кејко Хан као Луна
- Кае Араки као Рини
- Јуко Минагучи као Хотару Томое
- Шихо Нијама као Ко Сеја
- Наруми Цунода као Ко Таики
- Чика Сакамото као Ко Јатен